# Yakuplu, Beylikdüzü
Yakuplu là một xã thuộc huyện Beylikdüzü, tỉnh Istanbul, Thổ Nhĩ Kỳ.